# SŽD-Baureihe ИС
Die SŽD-Baureihe ИС (deutsche Transkription IS) war eine Dampflokomotive der Sowjetischen Eisenbahnen (SŽD) in russischer Breitspur. Sie gilt als die größte und stärkste Personenzuglokomotive der SŽD und in Europa vor dem Zweiten Weltkrieg und war mit vielen Teilen der SŽD-Baureihe ФД aufgebaut worden. Ihren Namen erhielt sie bei der Produktion in der Lokomotivfabrik Kolomna nach Josef Stalin. Sie trugen zunächst die Baureihenbezeichnung ИС20 (mit 20 t Achsdruck). Ab 1941 stieg der Achsdruck durch die Verwendung eines größeren Dampfüberhitzers auf 21 t. Die Bezeichnung änderte sich daraufhin in ИС21.

## Vorgeschichte

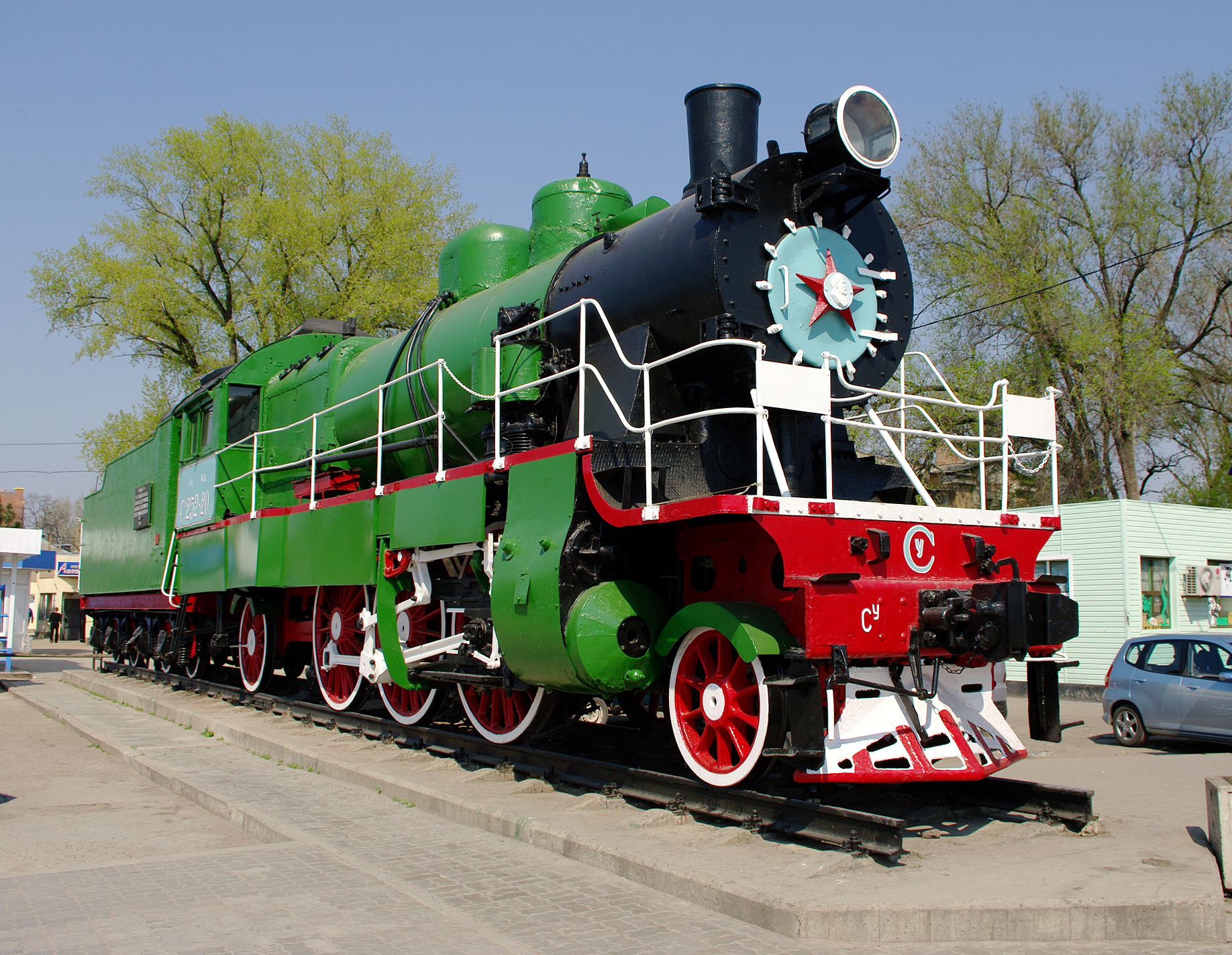
Dampflokbaureihe С^{у}

Anfang der 1920er Jahre bestand der Fahrzeugpark der Sowjetischen Eisenbahnen (SŽD) in der damaligen UdSSR hauptsächlich aus Dampflokomotiven mit drei angetriebenen Achsen, so der Serie Н und der Serie С mit einer Leermasse von 45 t bis 47 t.
Bald nach Beendigung des Bürgerkrieges zeichnete sich ein starkes Wachstum des Personenverkehrs ab, wodurch Geschwindigkeit und Masse der Reisezüge drastisch anstiegen. Daher entstanden 1926 in der Lokwerkstatt Putilow 100 Lokomotiven der Reihe M, die ersten dreizylindrigen Lokomotiven in der UdSSR mit einer Leermasse von 72,5 t. Während des Betriebes wurden eine Anzahl von Mängeln gefunden, die auf eine ungenügende Arbeit des mittleren Zylinders zurückzuführen waren.
1924 entstand in der Lokomotivfabrik Kolomna auf Basis der Baureihe С die neue Baureihe Су. Dies war eine zuverlässige und ökonomisch arbeitende Maschine. Ihr Leergewicht erlaubte jedoch keine wesentliche Vergrößerung der Zuglasten. Daraufhin entstand die Idee zur Fertigung einer Personenzuglokomotive in der Größe der in der Projektierungsphase liegenden Baureihe ФД.

## Projektierung und Bau

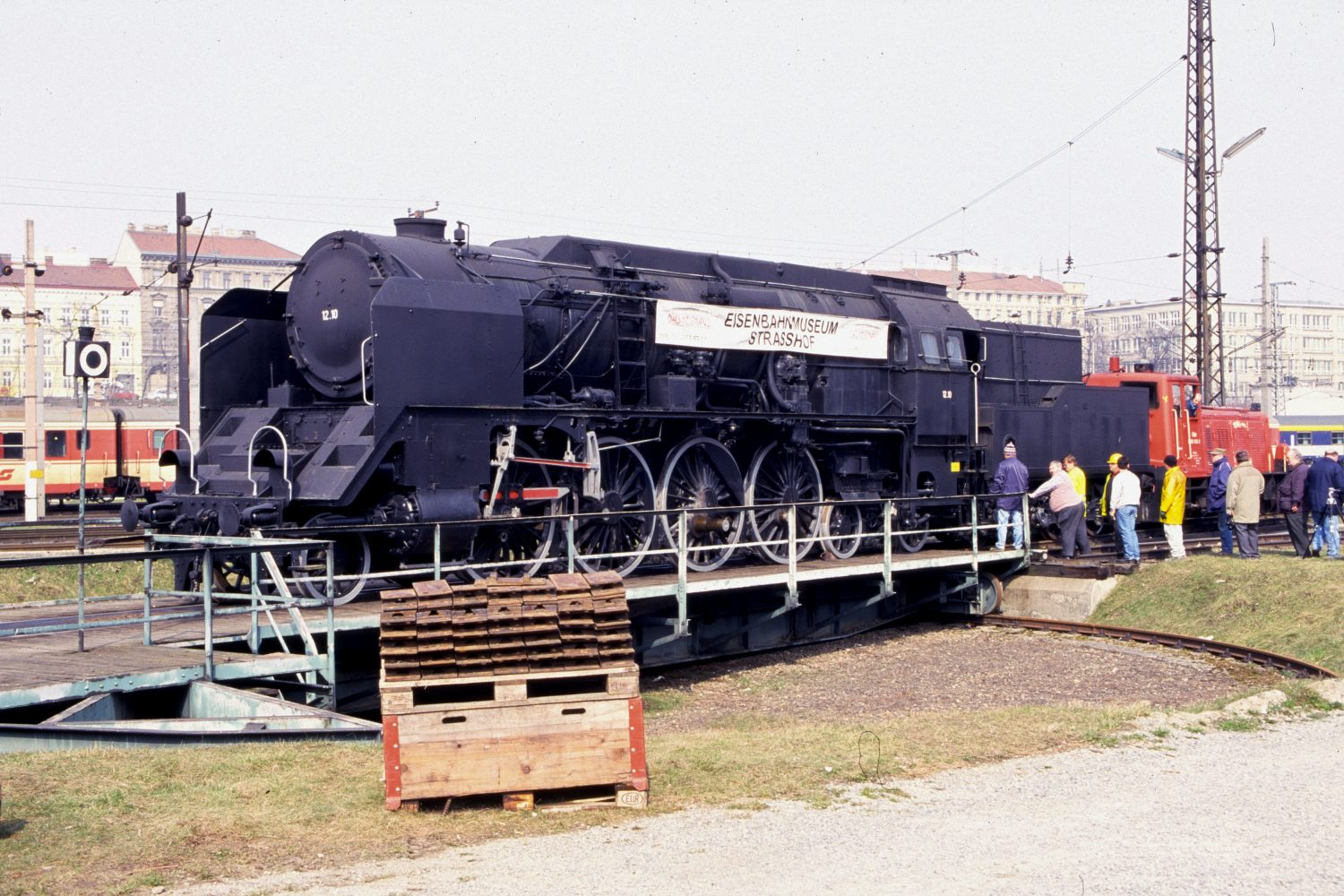
Dampflokbaureihe der Bauart Berkshire

Während der Entwicklung der (im Jahr 1931) größten europäischen Personenzuglokomotive der Baureihe IS griff man auf die bereits bewährten Hauptbauteile der Baureihe FD, wie Kessel und Zylinder, zurück. Außer diesen wurde eine Vereinheitlichung von weiteren Bauteilen der Lokomotive und die maximale Achslast von 20 t zur Erzielung hoher Zugkräfte angestrebt.
Für das Laufwerk wurden verschiedene Varianten von bewährten Dampflokomotiven aus Nordamerika verglichen, wie die im Betrieb bewährten Achsformeln Mountain (2'D1'), Hudson (2'C2') sowie Northern (2'D2').
Alle diese schieden aus folgenden Gründen für die neue Lokomotive aus: Die Bauart Hudson hätte bei der gegebenen Achslast nicht den großen Kessel der Baureihe ФД tragen können und die Bauart Northern hätte bei der Anfahrt vor schweren Zügen nicht die notwendige Reibungskraft aufgebracht. Die Bauart Mountain wurde zwar vom Betrieb bevorzugt, die einzige Stützachse wäre aber durch den großen Kessel überlastet worden (schon bei der Baureihe FD war die Stützachse überlastet).

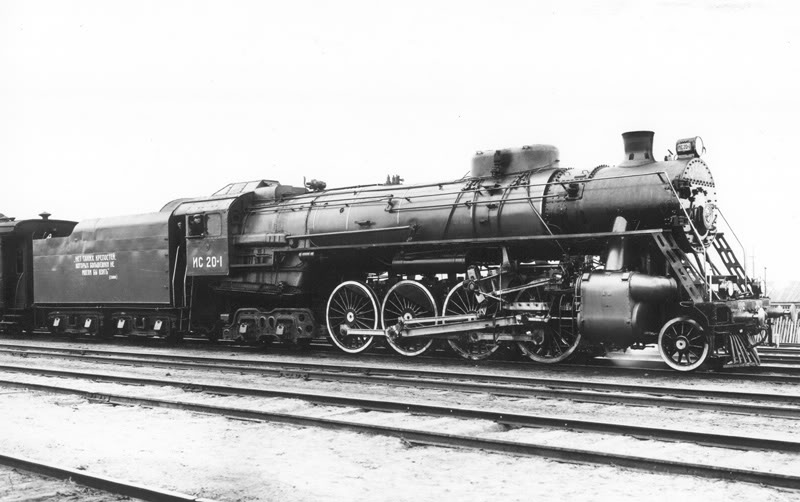
Erste gefertigte Dampflokbaureihe der Reihe IS

So wurde die Achsanordnung Berkshire (1'D2') gewählt. Schon 1925 erschien eine Lokomotive dieser Achsanordnung in Nordamerika. Diese hatte eine vordere Laufachse nach dem System Bissel. Die zu entwickelnde Lokomotive sollte eine vordere Laufachse erhalten, als Krauss-Helmholtz-Lenkgestell mit der ersten angetriebenen Achse verbunden.

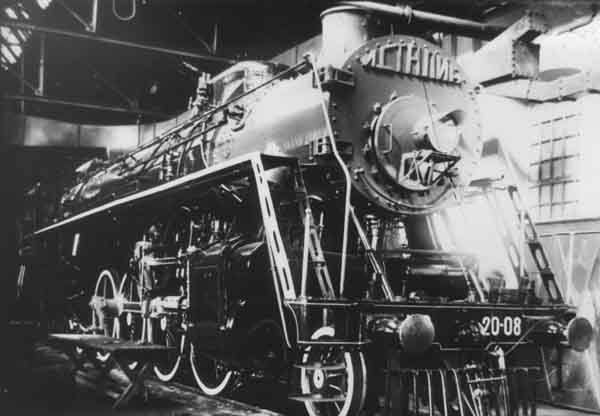
IS20-08 im Bau

1931 wurde mit der Entwicklung der stärksten Lokomotive der Sowjetischen Eisenbahnen (SŽD) begonnen. Die hauptsächlichen Forderungen waren:
- strenge Vereinheitlichung mit vielen Teilen der Baureihe FD,
- Achsdruck der Kuppelachsen nicht größer als 20 t,
- die Zugkraft sollte 50 % mehr betragen als jene der Sу,
- der Durchmesser der Treib- und Kuppelräder sollte 1.850 mm betragen.

1932 wurde die Entwicklung beendet, danach wurden die Bauzeichnungen an die Lokomotivfabrik Kolomna übergeben. Am 4. Oktober war die Fertigung der ersten Baumusterlokomotive abgeschlossen. Da die Lokomotivfabrik Kolomna zu der Zeit keine Barrenrahmen herstellen konnte, war sie mit Unterstützung der „Ischorskij Werke“ entstanden. Am 5. November erfolgte die erste Probefahrt der Lokomotive. 1933 erschien die zweite Versuchslokomotive. 1934 und 1935 entstanden noch je zwei Loks.
Die Versuche brachten die erwarteten Ergebnisse; so wurde die Serienlokomotivproduktion beschlossen. Die Massenproduktion wurde in der Woroschilowgrader Fabrik zu ehren der Oktoberrevolution „WZOR“ organisiert, wo die Lokomotiven von 1936 an gefertigt wurden. Augenscheinlicher Unterschied zu den Vorserienmaschinen war die Ausrüstung mit dem sechsachsigen Tender Reihe Typ 6П. So wurden 1937 105 IS20, 1938 132 IS20, 1939 137 IS20, 1940 174 IS20, 1941 81 IS20 und 10 IS21 hergestellt. 1942 erschien mit der IS21 648 die letztgebaute Lokomotive, wegen der Kriegsereignisse gefertigt in Ulan-Ude.

## Technische Beschreibung

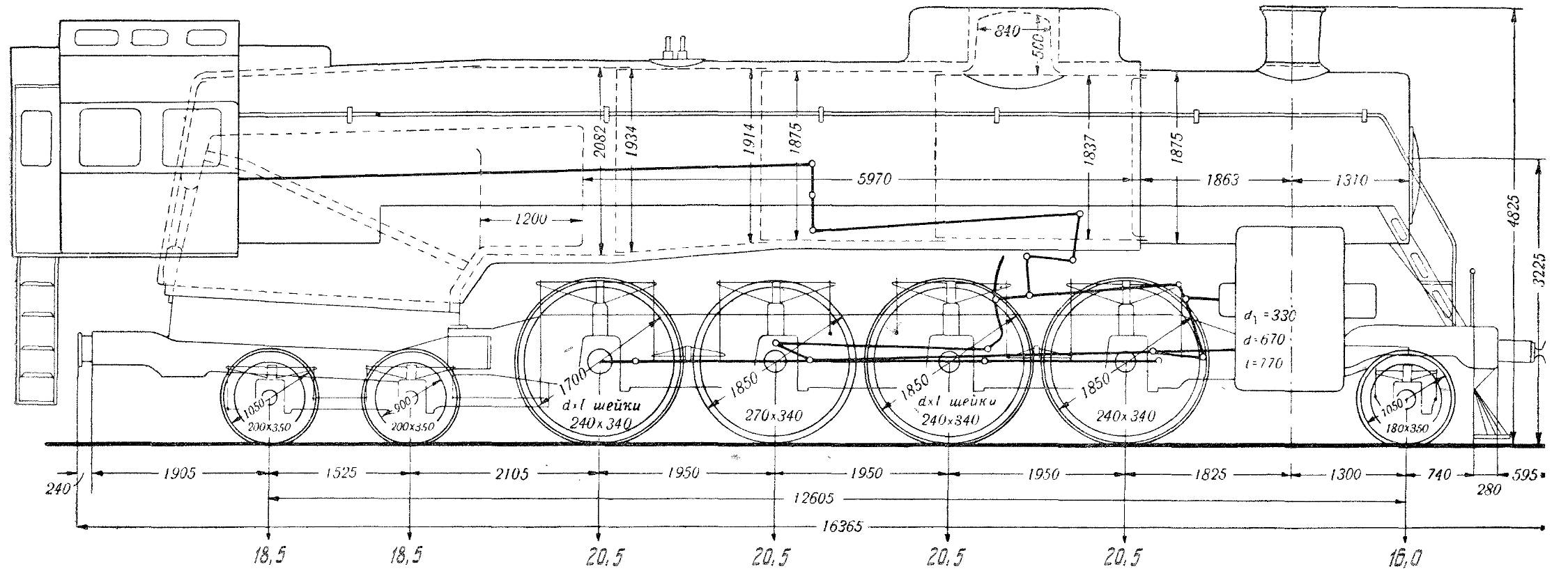
Maßskizze der IS 20

Die Lokomotive war zu ihrer Bauzeit die größte Personenzugdampflok in Europa.
Für die Konstruktion der großen Elemente der Dampflokomotive ИС siehe Baureihe ФД. Zwischen beiden Baureihen waren Kessel, Zylinderblock, Treibradsatz, die Lagerungen, die führenden und hinteren Laufräder sowie das Schema der Federaufhängung identisch. Unterschiede gab es in der Achsformel und beim Durchmesser der Treibräder. Der Kessel war um 175 mm höher angeordnet als bei der Baureihe ФД. Für die bessere Verteilung des Gewichtes auf die Achsen wurde er etwas zurückverlegt. Dafür wurde eine Verlängerung der Rauchkammer nötig, was zu einer Verbesserung des Luftzuges führte. Außerdem war die Länge des Zylinderblockes etwas vergrößert worden.
Die Höhe der Rahmenwangen des Barrenrahmens wurden gegenüber der Baureihe ФД um 10 mm vergrößert. Die beiden hinteren Stützachsen waren als Drehgestell ausgeführt. Auf Grund der höheren Geschwindigkeit waren bei den Lokomotiven der Reihe ИС außerdem die Pufferbohlen verstärkt worden. Die ersten Lokomotiven waren mit Speichenrädern ausgerüstet, ab der IS-269 waren die Radsätze als Boxpok-Radsätze ausgelegt. Dadurch konnte die Größe der Gegengewichte für den Massenausgleich reduziert werden.

## ИС 21
Analog zur Baureihe ФД wurden ab 1941 bei der Produktion die Lokomotiven der Reihe ИС mit dem Dampfüberhitzer der Bauart L 40 ausgerüstet. Das brachte eine Erhöhung der Achslast auf 21 t und eine Abänderung der Bezeichnung auf ИС21. Es wurden noch insgesamt elf Lokomotiven mit diesem neuen Überhitzer gefertigt.

## Betrieb

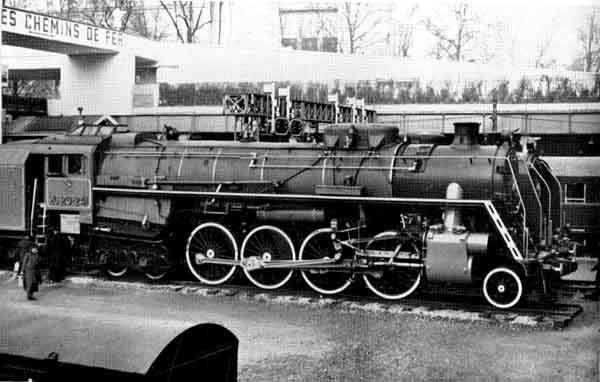
IS 20-241 1937 auf der Weltausstellung in Paris

Die Erprobungsfahrten der Dampflokomotive brachten eine außergewöhnlich hohe Leistung (bis 3200 PS) und eine erzeugte Dampfmenge, die mit 80 kg/m2h noch über dem Wert von der Baureihe ФД lag. Schwierigkeiten gab es bei der Einfahrt in Gleisbögen bei hoher Geschwindigkeit, was zu einem unruhigen Lauf der Lok führte. Daraus folgte die Einschätzung, dass die Lokomotive nur für die Beförderung schwerer Züge mit nicht allzu hoher Geschwindigkeit geeignet war. Für Schnellzüge wurden Lokomotiven mit einem führenden Drehgestell bevorzugt.
Die erste ИС fuhr auf der Linie Moskau – Leningrad der Oktoberbahn, wo sie Fernreisezüge wie den damaligen Roten Pfeil führte. 1936 fuhren sie auch auf der Süd Eisenbahn auf dem Abschnitt Moskau – Kursk – Charkiw – Synelnykowe. Die Lokomotiven konnten anfangs nur auf Strecken verkehren, die mit Schienen des Types Ia verlegt waren. Bei Schienen mit dem Profil IIa und Schotterbettung konnte sie nur mit Geschwindigkeiten von 90 km/h bis 125 km/h verkehren und bei Schienen mit dem Profil IIa und Sandbettung mit 60 km/h bis 85 km/h. Bei Schienen mit dem Profil IIIa war ein Einsatz verboten. Daher konnte die Lokomotive 1937 nur auf elf großen Verbindungen verkehren. Durch den andauernden Streckenausbau konnte die Maschine immer freizügiger eingesetzt werden. 1939 fuhr sie zusätzlich auf den Strecken um
- Priwolschskaja schelesnaja doroga,
- Leningrad,
- Odeska Salisnyzja,
- Omsk,
- Groß-Perm,
- Turkestan-Sibirische Eisenbahn,
- Juschno-Uralskaja schelesnaja doroga

Von 1941 an wurden diese Maschinen im Zusammenhang mit den Kriegsereignissen in östliche Teile der UdSSR versetzt, dort speziell zu der Krasnojarskaja schelesnaja doroga und der Wostotschno-Sibirskaja schelesnaja doroga. Der Einsatz der Lokomotiven in Sibirien gestaltete sich auf Grund der hohen Achslast als schwierig, sie waren hier nicht freizügig einsetzbar.
Nach dem Ende des Großen Vaterländischen Krieges bedienten sie die südlichen, die südwestlichen und die südöstlichen Landesteile. 1950 erschien die SŽD-Baureihe П36. Diese Lokomotive hatte bei gleicher Leistung wie die ИС einen Achsdruck von 18 t, die deshalb auf Schienen des Profiles IIIa eingesetzt werden konnte. Durch den massiven Einsatz von Diesel- und Elektrolokomotiven wurden die Lokomotiven in untergeordnete Dienste verdrängt. 1962 wurden die Lokomotiven im Zuge der Entstalinisierung in ФДП umbezeichnet. Das brachte ihnen einen politisch unproblematischen Namen, in der Zukunft jedoch Verwechselungen mit der Baureihe ФД ein.
Das letzte Einsatzgebiet dieser Dampflok war die Gorkowskaja schelesnaja doroga und die Eisenbahn um Melitopol, wo sie von 1966 bis 1972 verkehrte.

## Weiterentwicklung

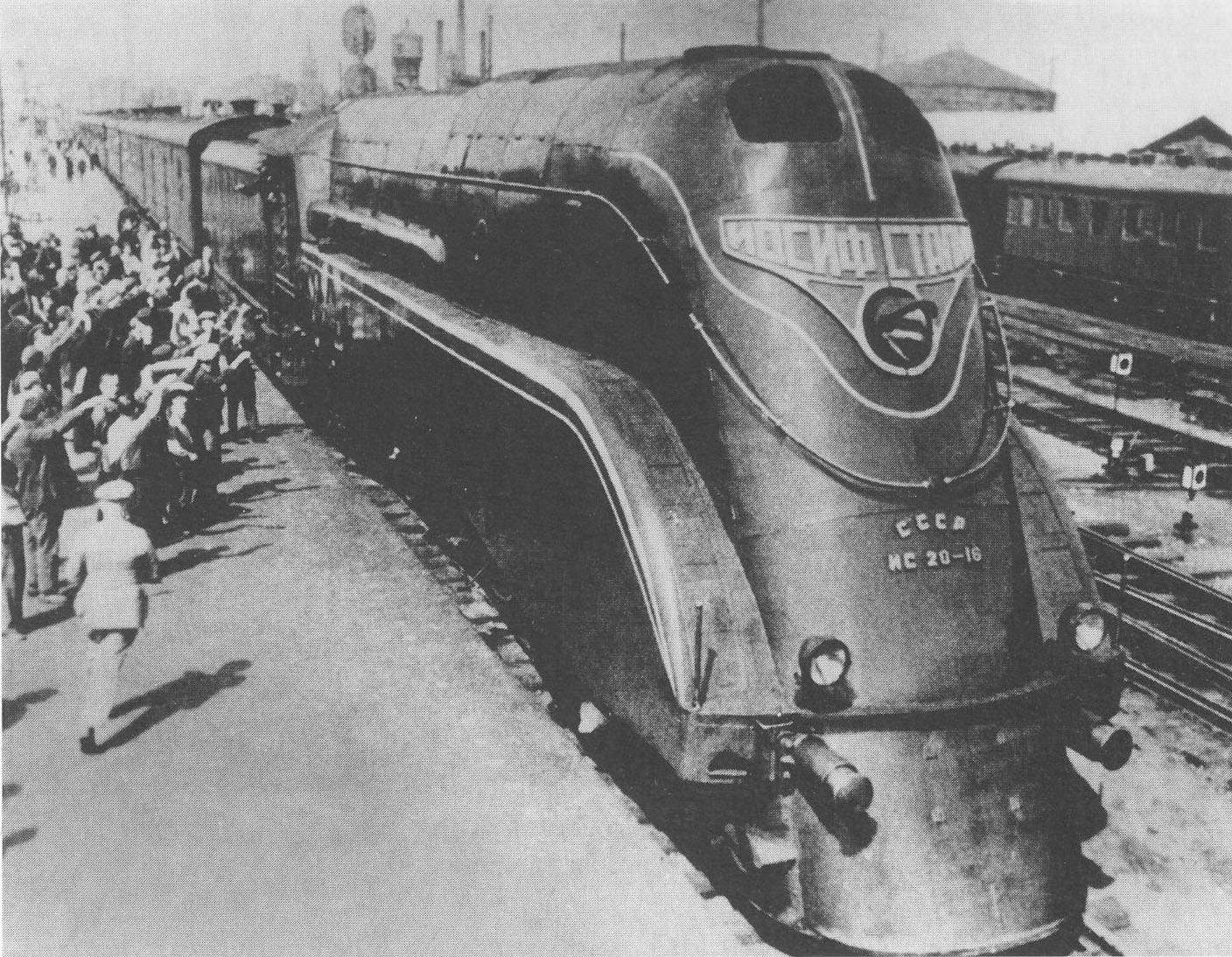
IS 20-16 mit Stromlinienverkleidung

Die Lokomotive war die Grundlage für die um 1950 erschienene SŽD-Baureihe П36.
Schon vor dem Krieg wurden vielfache Versuche mit den Maschinen unternommen, darunter mit der ИС 20-16 mit Stromlinienverkleidung, die auf Versuchen im Windkanal aus den 1930er Jahren basierte. Dabei wurde festgestellt, dass bei Geschwindigkeiten ab 100 km/h und einer Stromlinienverkleidung eine Leistungssteigerung um 200–250 PS erreicht werden konnte. 1937 bestätigten sich diese Messungen, und die verkleidete Dampflokomotive konnte eine Geschwindigkeit von 155 km/h erreichen. Da die Dampflokomotiven der Reihe ИС keine Hochgeschwindigkeitslokomotiven waren, unterblieben weitere Aufbauten. Sie waren die Grundlage für die SŽD-Baureihe 2-3-2.
Ebenfalls 1937 wurde eine Lokomotive (die ИС20-241) auf der Weltausstellung in Paris zusammen mit einer Lokomotive der Reihe Pm36 ausgestellt, wo sie eine Goldmedaille erhielt.
Es wurden vielfältige Versuche mit dem Stoker durchgeführt. Außerdem wurden bei einigen Lokomotiven einige Lager auf selbstschmierenden Stoff (ohne Ölschmierung) umgebaut.

## Erhaltene Lokomotiven
Als einzige vollständig erhaltene Lokomotive steht die ИС20-578 als Denkmal im städtischen Depot von Kiew. Die Lokomotive war auf Initiative des Vorstehers der Kiewer Eisenbahnverwaltung erhalten worden. Gleichzeitig sollen noch einige Torsi der Lokomotive, wie etwa in Brjansk, erhalten geblieben sein.